# École spéciale militaire de Saint-Cyr
École spéciale militaire de Saint-Cyr thường được gọi đơn giản là Saint-Cyr, là một học viện lục quân danh giá của Pháp. Trường được thành lập vào ngày 1 tháng 5 năm 1802 bởi Napoléon. Nó được coi là trường quân sự hàng đầu của Pháp. Học viện quân sự đào tạo sĩ quan cho quân đội Pháp. Nó nằm trong trại Coëtquidan ở xã Guer ở Brittany. Tên của trường bắt nguồn từ xã Saint-Cyr-l'École, phía tây Paris, nơi trường chuyển đến vào năm 1808 từ Fontainebleau. Sau đó trường được dời đến thị trấn Coëtquidan từ năm 1944.
Các học viên sĩ quan tại trường thường đủ 21 tuổi vào thời điểm nhập học và phải hoàn thành chương trình giáo dục tại một cơ sở giáo dục đại học. Chương trình giáo dục kéo dài ba năm và khi tốt nghiệp sinh viên sẽ trở thành sĩ quan trong quân đội.
Hằng năm có từ 1 đến 2 sĩ quan học viện được Bộ Quốc phòng Việt Nam cử qua đào tạo. Để được nhận vào trường, các sĩ quan học viên Việt Nam phải trải qua một kỳ thi do Bộ Quốc phòng Pháp tổ chức, sau đó đưa đi đào tạo tiếng Pháp tại đoàn 871 - Tổng cục Chính trị, khóa học tiếng Pháp do nhân viên Đại sứ quán Pháp đến dạy. 
Tính đến năm 2023, đã có 24 sĩ quan quân đội Việt Nam tốt nghiệp tại Học viện quân sự Saint Cyr. Một số sau khi tốt nghiệp đã được phân về các đơn vị tuyến đầu của Bộ Quốc phòng như Bộ Tư lệnh 86, Viettel, Tổng cục Tình báo, Cục đối ngoại,...

## Cựu sinh viên
- Charles de Gaulle, chính khách nổi tiếng của Pháp
- Philippe Leclerc de Hauteclocque, một tướng lĩnh Pháp trong Thế chiến thứ hai
- Nguyễn Văn Thiệu, một sĩ quan, chính khách người Việt Nam, người từng giữ chức Tổng thống Việt Nam Cộng hòa
- Đỗ Hữu Vị, một phi công người Việt phục vụ trong Quân đội Pháp